# Sayuri Sugawara
Sayuri Sugawara (菅原紗由理, Sugawara Sayuri, née le 29 juin 1990) est une chanteuse japonaise de pop.

## Biographie
Sayuri Sugawara est née le 29 juin 1990 à Akita. Elle commence son activité en 2009, après avoir été découverte par For Life, une grande audition alors qu'elle n'était qu'une lycéenne. Puis, elle se lance en solo avec comme premier single « Kimi Ni Okuru Uta ».

## Discographie

### Albums
- 2010: First Story
- 2012: Open the Gate

### Mini-albums
- 2009: Kimi ni Okuru Uta (キミに贈る歌?)
- 2010: Close To You
- 2011: Forever...

### Singles
- 2009: Ano Hi no Yakusoku (あの日の約束?)
- 2009: Kimi ga Iru Kara (君がいるから?)
- 2010: Sunao ni Narenakute (素直になれなくて?)
- 2010: "Suki" to Iu Kotoba (『好き』という言葉?)
- 2011: Ashita ni Naru Mae ni (明日になる前に?)
- 2012: Habataku Kimi He (はばたくキミへ?)